# Ващенко, Ксения Андреевна
Ващенко Ксения Андреевна (род. в 1989 году) — российская поэтесса.

## Биография
Родилась 25 августа 1989 года в городе Волгограде Волгоградской области. Окончила медико-биологический факультет Волгоградского государственного медицинского университета. Кандидат медицинских наук.
Публиковалась в литературных журналах «Наш современник», «Подъём», «Бельские просторы», «Перископ», «Веретено», «Образ», «Академия поэзии» и др.
Автор поэтических сборников «Солнечный оберег» (2012), «Сны в траве» (2012), «Колыбельные для Евы» (издательство «Перископ-Волга», 2019), «Письмо незнакомцу» (издательство «Перископ-Волга», 2020).
Член Союза писателей России. Председатель Волгоградской региональной организации Российского союза профессиональных литераторов. Руководитель литературного проекта «Вслух» .
Живёт в Волгограде.

## Награды и премии
- Лауреат премии имени Маргариты Агашиной (2012);
- Лонг-листер Всероссийского Фестиваля молодой поэзии имени Леонида Филатова (2016);
- Обладатель гран-при конкурса молодых поэтов и прозаиков «Жемчужная строка» (2018);
- Финалист фестиваля интересной поэзии «Собака Керуака» (2019);
- Дипломант международного литературного конкурса русскоязычных авторов «Лучшая книга года» (2020);
- Финалист конкурса управленцев "Лидеры России" 2023;
- Финалист международного фестиваля"Левитов-Фест" 2023;
- Участник Всероссийского Совещания Союза писателей России 2021;
- Стипендиат Министерства культуры РФ 2023.